# Agapetus marlierorum
Agapetus marlierorum là một loài Trichoptera trong họ Glossosomatidae. Chúng phân bố ở miền Cổ bắc.